# 2014-es Le Mans-i 24 órás verseny

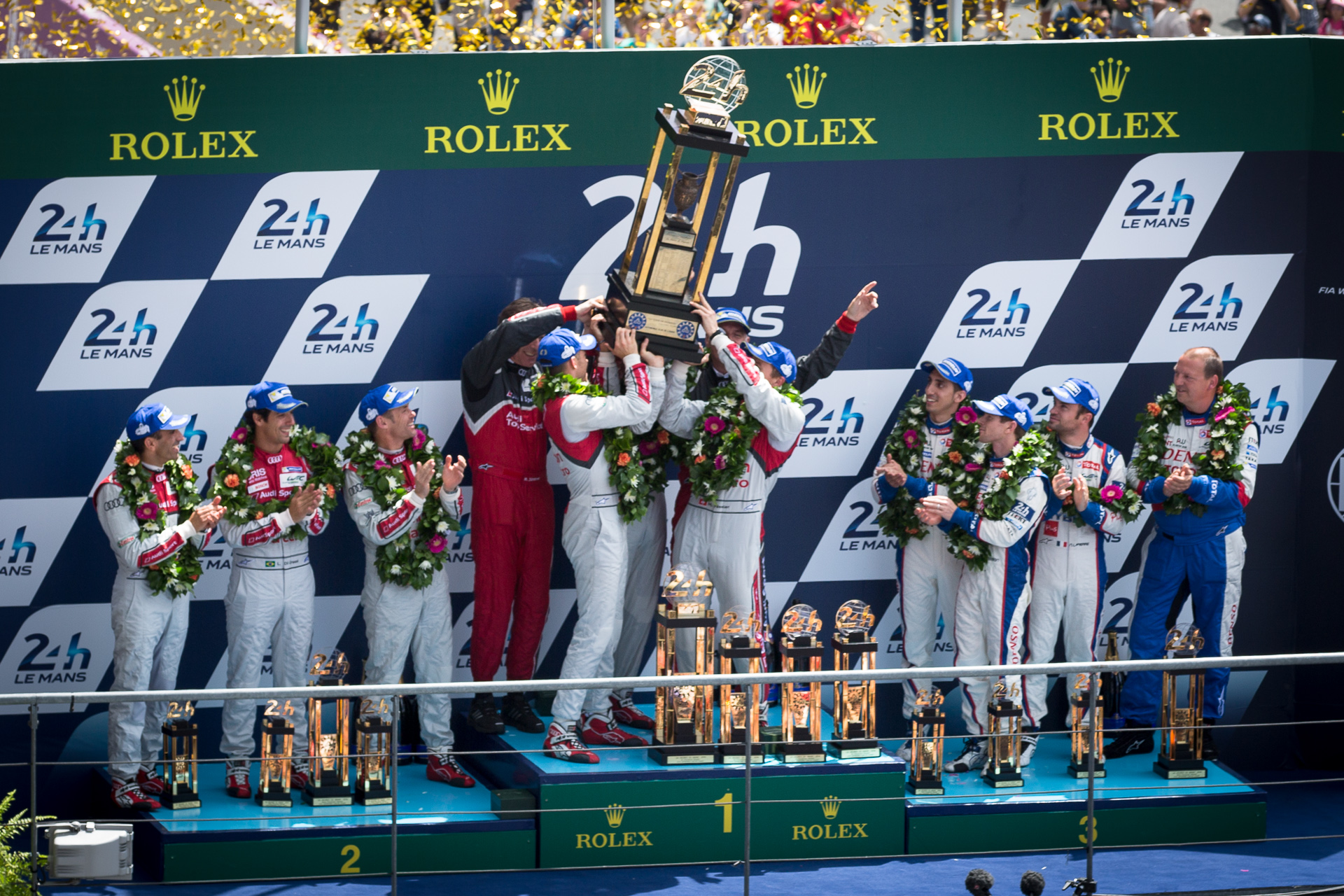
Pódium a győztesekkel

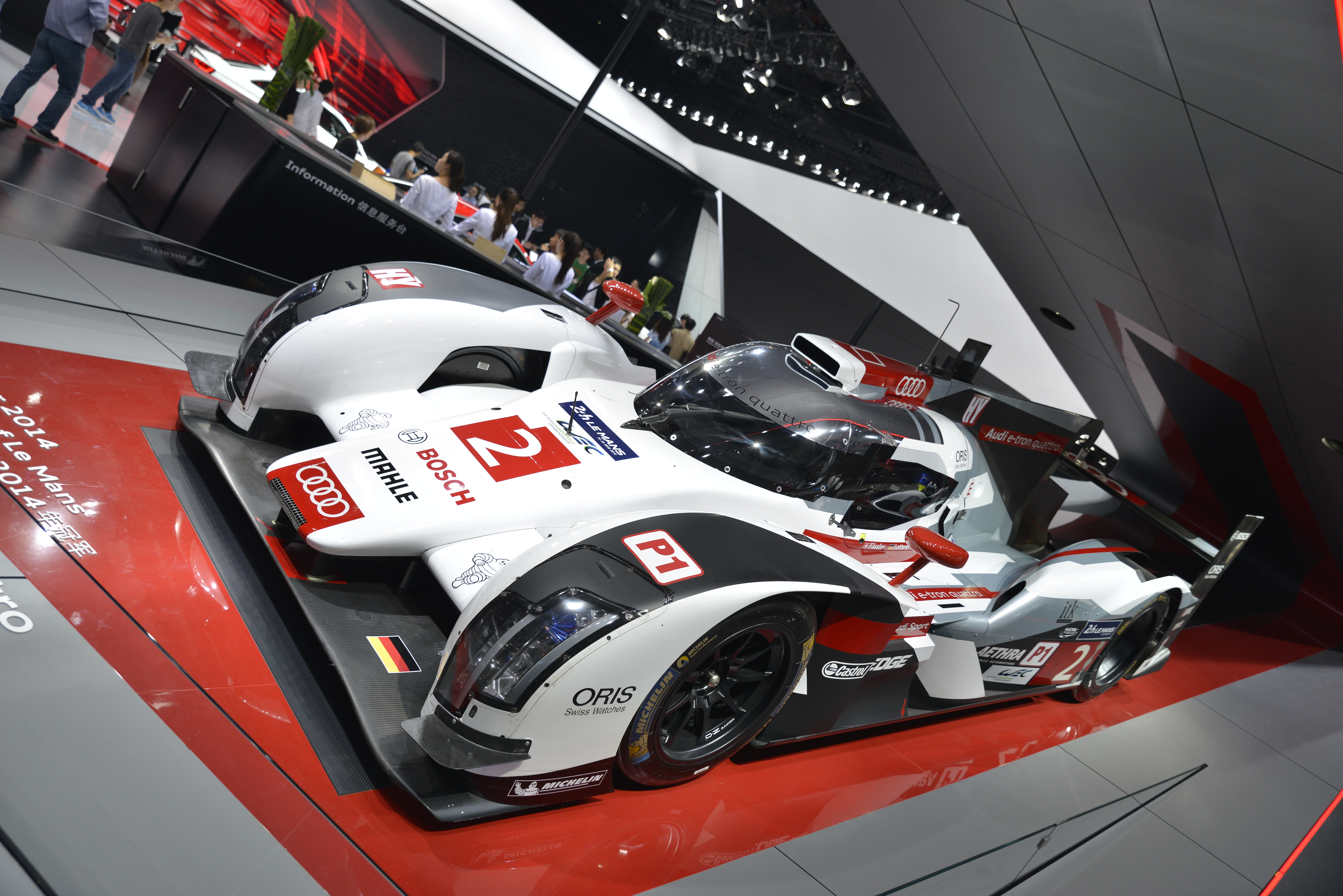
A 2-es Audi nyerte 2014-es Le Mans-i 24-órást

A 2014-es volt a Le Mans-i 24 órás autóverseny 82. kiírása. A verseny június 14-én 15 órakor rajtolt, és 15-én fejeződött be 24 órányi versenyzést követően. A 82. Le Mans-i 24 órás verseny 2014-es hosszútávú-világbajnokság harmadik fordulója volt.
A pole-pozícióból a 7-es Toyota indulhatott Alexander Wurzzal, Stéphane Sarrazin-nal, illetve Nakadzsima Kazukival. A futamot a 2-es Audi nyerte André Lottererrel, Marcel Fässlerrel és Benoît Tréluyervel. A második helyen az 1-es Audi ért célba, a dobogó legalsó fokára pedig a 8-as Toyota pilótái állhattak fel.
Az LMP2-es kategóriát a 38-as Jota Sport nyerte meg Simon Dolan-nel, Harry Tincknell-lel és Oliver Turvey-vel.

## Időmérő
A különböző kategóriák közötti Pole-pozíció félkövér betűkkel van jelölve.
| Helyezés | Kategória | Rajtszám | Csapat                    | 1. időmérő | 2. időmérő   | 3. időmérő   | Különbség | Rajthely |
| -------- | --------- | -------- | ------------------------- | ---------- | ------------ | ------------ | --------- | -------- |
| 1        | LMP1-H    | 7        | Toyota Racing             | 3:25.313   | 3:22.589     | 3:21.789     |           | 1        |
| 2        | LMP1-H    | 14       | Porsche Team              | 3:23.928   | 3:22.708     | 3:22.146     | +0.357    | 2        |
| 3        | LMP1-H    | 8        | Toyota Racing             | 3:25.410   | 3:23.661     | 3:22.523     | +0.734    | 3        |
| 4        | LMP1-H    | 20       | Porsche Team              | 3:23.157   | 3:22.908     | 3:24.136     | +1.119    | 4        |
| 5        | LMP1-H    | 3        | Audi Sport Team Joest     | 3:26.445   | 3:23.271     | 3:23.364     | +1.482    | 5        |
| 6        | LMP1-H    | 2        | Audi Sport Team Joest     | 3:26.388   | 3:24.276     | 3:24.729     | +2.487    | 6        |
| 7        | LMP1-H    | 1        | Audi Sport Team Joest     | Idő nélkül | 3:26.490     | 3:25.814     | +4.025    | 7        |
| 8        | LMP1-L    | 12       | Rebellion Racing          | 3:34.922   | 3:31.180     | 3:29.763     | +7.974    | 8        |
| 9        | LMP1-L    | 13       | Rebellion Racing          | 3:33.117   | 3:31.608     | 3:33.050     | +9.819    | 9        |
| 10       | LMP2      | 46       | Thiriet by TDS Racing     | 3:42.730   | 3:38.094     | 3:37.609     | +15.820   | 10       |
| 11       | LMP2      | 38       | Jota Sport                | 3:45.928   | 3:44.482     | 3:37.674     | +15.885   | 11       |
| 12       | LMP2      | 35       | OAK Racing                | 3:39.822   | 3:39.523     | 3:37.892     | +16.103   | 12       |
| 13       | LMP2      | 26       | G-Drive Racing            | 3:38.843   | 3:41.446     | 3:38.000     | +16.211   | 13       |
| 14       | LMP2      | 36       | Signatech Alpine          | 3:39.490   | 3:38.769     | 3:38.089     | +16.300   | 14       |
| 15       | LMP2      | 48       | Murphy Prototypes         | 3:41.502   | 3:38.207     | 3:39.091     | +16.418   | 15       |
| 16       | LMP2      | 47       | KCMG                      | 3:39.586   | 3:40.476     | 3:38.689     | +16.900   | 16       |
| 17       | LMP2      | 43       | Newblood by Morand Racing | 3:46.018   | 3:39.135     | 3:41.066     | +17.346   | 17       |
| 18       | LMP2      | 34       | Race Performance          | 3:39.993   | 3:44.486     | 3:40.819     | +18.204   | 18       |
| 19       | LMP2      | 42       | Caterham Racing           | 3:41.847   | 3:47.255     | 3:40.035     | +18.246   | 19       |
| 20       | LMP2      | 24       | Sébastien Loeb Racing     | 3:43.507   | 3:40.407     | 3:44.022     | +18.618   | 20       |
| 21       | LMP2      | 37       | SMP Racing                | 3:46.940   | 3:44.395     | 3:41.297     | +19.508   | 21       |
| 22       | LMP2      | 27       | SMP Racing                | 3:43.618   | 3:42.527     | 3:42.131     | +20.342   | 22       |
| 23       | LMP2      | 29       | Pegasus Racing            | 3:49.046   | 3:42.438     | Idő nélkül   | +20.649   | 23       |
| 24       | LMP2      | 33       | OAK Racing-Team Asia      | 3:42.998   | 3:48.325     | 3:43.158     | +21.199   | 24       |
| 25       | LMP2      | 50       | Larbre Compétition        | 3:53.948   | 3:47.015     | 3:43.843     | +22.054   | 25       |
| 26       | LMP2      | 41       | Greaves Motorsport        | Idő nélkül | 3:44.293     | 3:44.437     | +22.504   | 26       |
| 27       |           | 0        | Nissan Motorsports Global | Idő nélkül | 3:57.096     | 3:50.185     | +28.396   | 27       |
| 28       | LMGTE Pro | 51       | AF Corse                  | 3:54.754   | 3:55.552     | 3:53.700     | +31.911   | 28       |
| 29       | LMGTE Am  | 81       | AF Corse                  | 4:02.452   | 3:57.665     | 3:54.665     | +32.876   | 29       |
| 30       | LMGTE Pro | 73       | Corvette Racing           | 3:56.443   | 3:55.038     | 3:54.777     | +32.988   | 30       |
| 31       | LMGTE Pro | 97       | Aston Martin Racing       | 3:55.067   | 3:56.516     | 3:54.891     | +33.102   | 31       |
| 32       | LMGTE Pro | 74       | Corvette Racing           | 3:59.445   | 3:57.160     | 3:55.190     | +33.401   | 32       |
| 33       | LMGTE Pro | 52       | Ram Racing                | 3:57.793   | 3:56.642     | 3:55.347     | +33.558   | 33       |
| 34       | LMGTE Pro | 92       | Porsche Team Manthey      | 3:55.516   | 3:57.356     | 3:55.694     | +33.727   | 34       |
| 35       | LMGTE Am  | 98       | Aston Martin Racing       | 4:00.017   | 3:57.445     | 3:55.644     | +33.855   | 35       |
| 36       | LMGTE Pro | 91       | Porsche Team Manthey      | 3:56.584   | 3:57.682     | 3:55.745     | +33.956   | 36       |
| 37       | LMGTE Am  | 95       | Aston Martin Racing       | 4:06.464   | 3:56.994     | 3:55.944     | +34.155   | 37       |
| 38       | LMGTE Am  | 61       | AF Corse                  | 3:56.919   | 3:56.917     | 3:55.977     | +34.188   | 38       |
| 39       | LMGTE Am  | 72       | SMP Racing                | 3:56.787   | 3:58.778     | 3:56.063     | +34.274   | 39       |
| 40       | LMGTE Am  | 88       | Proton Competition        | 3:59.291   | 3:59.920     | 3:56.974     | +35.185   | 40       |
| 41       | LMGTE Am  | 77       | Dempsey Racing-Proton     | 3:57.004   | 3:58.373     | 3:57.230     | +35.215   | 41       |
| 42       | LMGTE Am  | 90       | 8 Star Motorsports        | Idő nélkül | Idő nélkül   | 3:57.217     | +35.428   | 42       |
| 43       | LMGTE Pro | 99       | Aston Martin Racing       | 3:57.258   | Visszalépett | Visszalépett | +35.469   | –        |
| 44       | LMGTE Am  | 60       | AF Corse                  | 4:22.744   | 4:01.425     | 3:57.274     | +35.485   | 43       |
| 45       | LMGTE Am  | 66       | JMW Motorsport            | 4:05.046   | 3:58.512     | 3:57.757     | +35.968   | 44       |
| 46       | LMGTE Am  | 53       | Ram Racing                | 3:59.794   | 4:02.175     | 3:57.958     | +36.169   | 45       |
| 47       | LMGTE Pro | 71       | AF Corse                  | 3:58.330   | 3:58.086     | Idő nélkül   | +36.297   | 46       |
| 48       | LMGTE Am  | 76       | IMSA Performance Matmut   | Idő nélkül | 4:06.021     | 3:58.398     | +36.609   | 47       |
| 49       | LMGTE Pro | 79       | Prospeed Competition      | 4:01.226   | 3:59.012     | Idő nélkül   | +37.223   | 48       |
| 50       | LMGTE Am  | 75       | Prospeed Competition      | 3:59.394   | 3:59.604     | 4:05.147     | +37.605   | 49       |
| 51       | LMGTE Am  | 58       | Team Sofrev ASP           | 3:59.837   | 4:07.434     | 4:03.947     | +38.048   | 50       |
| 52       | LMGTE Am  | 57       | Krohn Racing              | 4:03.789   | 4:01.686     | 4:01.006     | +39.217   | 51       |
| 53       | LMGTE Am  | 70       | Team Taisan               | 4:03.066   | 4:01.446     | 4:04.512     | +39.657   | 52       |
| 54       | LMGTE Am  | 67       | IMSA Performance Matmut   | Idő nélkül | 4:03.903     | 4:03.277     | +41.488   | 53       |
| 55       | LMGTE Am  | 62       | AF Corse                  | 4:11.533   | 4:20.025     | 4:10.354     | +48.565   | 54       |

## Végeredmény
| Helyezés | Kategória             | No | Csapat                    | Versenyzők                                            | Autó                             | Gumi | Körök | Idő/Kiesés oka  |
| Helyezés | Kategória             | No | Csapat                    | Versenyzők                                            | Motor                            | Gumi | Körök | Idő/Kiesés oka  |
| -------- | --------------------- | -- | ------------------------- | ----------------------------------------------------- | -------------------------------- | ---- | ----- | --------------- |
| 1        | LMP1-H                | 2  | Audi Sport Team Joest     | André Lotterer Marcel Fässler Benoît Tréluyer         | Audi R18 e-tron quattro          | M    | 379   | 24:01:59.830    |
| 1        | LMP1-H                | 2  | Audi Sport Team Joest     | André Lotterer Marcel Fässler Benoît Tréluyer         | Audi TDI 4.0 L Turbo V6 (Diesel) | M    | 379   | 24:01:59.830    |
| 2        | LMP1-H                | 1  | Audi Sport Team Joest     | Tom Kristensen Marc Gené Lucas di Grassi              | Audi R18 e-tron quattro          | M    | 376   | +3 Kör          |
| 2        | LMP1-H                | 1  | Audi Sport Team Joest     | Tom Kristensen Marc Gené Lucas di Grassi              | Audi TDI 4.0 L Turbo V6 (Diesel) | M    | 376   | +3 Kör          |
| 3        | LMP1-H                | 8  | Toyota Racing             | Anthony Davidson Sébastien Buemi Nicolas Lapierre     | Toyota TS040 Hybrid              | M    | 374   | +5 Kör          |
| 3        | LMP1-H                | 8  | Toyota Racing             | Anthony Davidson Sébastien Buemi Nicolas Lapierre     | Toyota 3.7 L V8                  | M    | 374   | +5 Kör          |
| 4        | LMP1-L                | 12 | Rebellion Racing          | Nico Prost Nick Heidfeld Mathias Beche                | Rebellion R-One                  | M    | 360   | +19 Kör         |
| 4        | LMP1-L                | 12 | Rebellion Racing          | Nico Prost Nick Heidfeld Mathias Beche                | Toyota RV8KLM 3.4 L V8           | M    | 360   | +19 Kör         |
| 5        | LMP2                  | 38 | Jota Sport                | Simon Dolan Harry Tincknell Oliver Turvey             | Zytek Z11SN                      | D    | 356   | +23 Kör         |
| 5        | LMP2                  | 38 | Jota Sport                | Simon Dolan Harry Tincknell Oliver Turvey             | Nissan VK45DE 4.5 L V8           | D    | 356   | +23 Kör         |
| 6        | LMP2                  | 46 | Thiriet by TDS Racing     | Pierre Thiriet Ludovic Badey Tristan Gommendy         | Ligier JS P2                     | D    | 355   | +24 Kör         |
| 6        | LMP2                  | 46 | Thiriet by TDS Racing     | Pierre Thiriet Ludovic Badey Tristan Gommendy         | Nissan VK45DE 4.5 L V8           | D    | 355   | +24 Kör         |
| 7        | LMP2                  | 36 | Signatech Alpine          | Paul-Loup Chatin Nelson Panciatici Oliver Webb        | Alpine A450b                     | D    | 355   | +24 Kör         |
| 7        | LMP2                  | 36 | Signatech Alpine          | Paul-Loup Chatin Nelson Panciatici Oliver Webb        | Nissan VK45DE 4.5 L V8           | D    | 355   | +24 Kör         |
| 8        | LMP2                  | 24 | Sébastien Loeb Racing     | René Rast Jan Charouz Vincent Capillaire              | Oreca 03R                        | M    | 354   | +25 Kör         |
| 8        | LMP2                  | 24 | Sébastien Loeb Racing     | René Rast Jan Charouz Vincent Capillaire              | Nissan VK45DE 4.5 L V8           | M    | 354   | +25 Kör         |
| 9        | LMP2                  | 35 | OAK Racing                | Alex Brundle Jann Mardenborough Mark Shulzhitskiy     | Ligier JS P2                     | D    | 354   | +25 Kör         |
| 9        | LMP2                  | 35 | OAK Racing                | Alex Brundle Jann Mardenborough Mark Shulzhitskiy     | Nissan VK45DE 4.5 L V8           | D    | 354   | +25 Kör         |
| 10       | LMP2                  | 43 | Newblood by Morand Racing | Gary Hirsch Romain Brandela Christian Klien           | Morgan LMP2                      | D    | 352   | +27 Kör         |
| 10       | LMP2                  | 43 | Newblood by Morand Racing | Gary Hirsch Romain Brandela Christian Klien           | Judd HK 3.6 L V8                 | D    | 352   | +27 Kör         |
| 11       | LMP1-H                | 14 | Porsche Team              | Marc Lieb Romain Dumas Neel Jani                      | Porsche 919 Hybrid               | M    | 348   | +31 Kör         |
| 11       | LMP1-H                | 14 | Porsche Team              | Marc Lieb Romain Dumas Neel Jani                      | Porsche 2.0 L Turbo V4           | M    | 348   | +31 Kör         |
| 12       | LMP2                  | 33 | OAK Racing-Team Asia      | David Cheng Ho-Pin Tung Adderly Fong                  | Ligier JS P2                     | M    | 347   | +32 Kör         |
| 12       | LMP2                  | 33 | OAK Racing-Team Asia      | David Cheng Ho-Pin Tung Adderly Fong                  | Honda HR28TT 2.8 L Turbo V6      | M    | 347   | +32 Kör         |
| 13       | LMP2                  | 34 | Race Performance          | Michel Frey Franck Mailleux Jon Lancaster             | Oreca 03R                        | D    | 342   | +37 Kör         |
| 13       | LMP2                  | 34 | Race Performance          | Michel Frey Franck Mailleux Jon Lancaster             | Judd HK 3.6 L V8                 | D    | 342   | +37 Kör         |
| 14       | LMP2                  | 50 | Larbre Compétition        | Pierre Ragues Keiko Ihara Ricky Taylor                | Morgan LMP2                      | M    | 341   | +38 Kör         |
| 14       | LMP2                  | 50 | Larbre Compétition        | Pierre Ragues Keiko Ihara Ricky Taylor                | Judd HK 3.6 L V8                 | M    | 341   | +38 Kör         |
| 15       | LMGTE Pro             | 51 | AF Corse                  | Gianmaria Bruni Giancarlo Fisichella Toni Vilander    | Ferrari 458 Italia GT2           | M    | 339   | +40 Kör         |
| 15       | LMGTE Pro             | 51 | AF Corse                  | Gianmaria Bruni Giancarlo Fisichella Toni Vilander    | Ferrari 4.5 L V8                 | M    | 339   | +40 Kör         |
| 16       | LMGTE Pro             | 73 | Corvette Racing           | Jan Magnussen Antonio García Jordan Taylor            | Chevrolet Corvette C7.R          | M    | 338   | +41 Kör         |
| 16       | LMGTE Pro             | 73 | Corvette Racing           | Jan Magnussen Antonio García Jordan Taylor            | Chevrolet 5.5 L V8               | M    | 338   | +41 Kör         |
| 17       | LMGTE Pro             | 92 | Porsche Team Manthey      | Marco Holzer Frédéric Makowiecki Richard Lietz        | Porsche 911 RSR                  | M    | 337   | +42 Kör         |
| 17       | LMGTE Pro             | 92 | Porsche Team Manthey      | Marco Holzer Frédéric Makowiecki Richard Lietz        | Porsche 4.0 L Flat-6             | M    | 337   | +42 Kör         |
| 18       | LMP2                  | 29 | Pegasus Racing            | Julien Schell Léo Roussel Nicolas Leutwiler           | Morgan LMP2                      | D    | 336   | +43 Kör         |
| 18       | LMP2                  | 29 | Pegasus Racing            | Julien Schell Léo Roussel Nicolas Leutwiler           | Nissan VK45DE 4.5 L V8           | D    | 336   | +43 Kör         |
| 19       | LMGTE Am              | 95 | Aston Martin Racing       | David Heinemeier Hansson Kristian Poulsen Nicki Thiim | Aston Martin V8 Vantage GTE      | M    | 334   | +45 Kör         |
| 19       | LMGTE Am              | 95 | Aston Martin Racing       | David Heinemeier Hansson Kristian Poulsen Nicki Thiim | Aston Martin 4.5 L V8            | M    | 334   | +45 Kör         |
| 20       | LMGTE Pro             | 74 | Corvette Racing           | Tommy Milner Oliver Gavin Richard Westbrook           | Chevrolet Corvette C7.R          | M    | 333   | +46 Kör         |
| 20       | LMGTE Pro             | 74 | Corvette Racing           | Tommy Milner Oliver Gavin Richard Westbrook           | Chevrolet 5.5 L V8               | M    | 333   | +46 Kör         |
| 21       | LMGTE Am              | 88 | Proton Competition        | Christian Ried Klaus Bachler Khaled Al Qubaisi        | Porsche 911 RSR                  | M    | 332   | +47 Kör         |
| 21       | LMGTE Am              | 88 | Proton Competition        | Christian Ried Klaus Bachler Khaled Al Qubaisi        | Porsche 4.0 L Flat-6             | M    | 332   | +47 Kör         |
| 22       | LMGTE Am              | 61 | AF Corse                  | Luís Pérez Companc Marco Cioci Mirko Venturi          | Ferrari 458 Italia GT2           | M    | 331   | +48 Kör         |
| 22       | LMGTE Am              | 61 | AF Corse                  | Luís Pérez Companc Marco Cioci Mirko Venturi          | Ferrari 4.5 L V8                 | M    | 331   | +48 Kör         |
| 23       | LMGTE Am              | 90 | 8 Star Motorsports        | Frankie Montecalvo Paolo Ruberti Gianluca Roda        | Ferrari 458 Italia GT2           | M    | 330   | +49 Kör         |
| 23       | LMGTE Am              | 90 | 8 Star Motorsports        | Frankie Montecalvo Paolo Ruberti Gianluca Roda        | Ferrari 4.5 L V8                 | M    | 330   | +49 Kör         |
| 24       | LMGTE Am              | 77 | Dempsey Racing-Proton     | Patrick Dempsey Joe Foster Patrick Long               | Porsche 911 RSR                  | M    | 329   | +50 Kör         |
| 24       | LMGTE Am              | 77 | Dempsey Racing-Proton     | Patrick Dempsey Joe Foster Patrick Long               | Porsche 4.0 L Flat-6             | M    | 329   | +50 Kör         |
| 25       | LMP2                  | 42 | Caterham Racing           | Tom Kimber-Smith Chris Dyson Matt McMurry             | Zytek Z11SN                      | D    | 329   | +50 Kör         |
| 25       | LMP2                  | 42 | Caterham Racing           | Tom Kimber-Smith Chris Dyson Matt McMurry             | Nissan VK45DE 4.5 L V8           | D    | 329   | +50 Kör         |
| 26       | LMGTE Am              | 98 | Aston Martin Racing       | Paul Dalla Lana Pedro Lamy Christoffer Nygaard        | Aston Martin V8 Vantage GTE      | M    | 329   | +50 Kör         |
| 26       | LMGTE Am              | 98 | Aston Martin Racing       | Paul Dalla Lana Pedro Lamy Christoffer Nygaard        | Aston Martin 4.5 L V8            | M    | 329   | +50 Kör         |
| 27       | LMGTE Am              | 66 | JMW Motorsport            | Abdulaziz Al Faisal Seth Neiman Spencer Pumpelly      | Ferrari 458 Italia GT2           | M    | 327   | +52 Kör         |
| 27       | LMGTE Am              | 66 | JMW Motorsport            | Abdulaziz Al Faisal Seth Neiman Spencer Pumpelly      | Ferrari 4.5 L V8                 | M    | 327   | +52 Kör         |
| 28       | LMGTE Am              | 70 | Team Taisan               | Nakano Sindzsi Martin Rich Pierre Ehret               | Ferrari 458 Italia GT2           | M    | 327   | +52 Kör         |
| 28       | LMGTE Am              | 70 | Team Taisan               | Nakano Sindzsi Martin Rich Pierre Ehret               | Ferrari 4.5 L V8                 | M    | 327   | +52 Kör         |
| 29       | LMGTE Am              | 58 | Team Sofrev ASP           | Anthony Pons Soheil Ayari Fabien Barthez              | Ferrari 458 Italia GT2           | M    | 325   | +54 Kör         |
| 29       | LMGTE Am              | 58 | Team Sofrev ASP           | Anthony Pons Soheil Ayari Fabien Barthez              | Ferrari 4.5 L V8                 | M    | 325   | +54 Kör         |
| 30       | LMGTE Am              | 57 | Krohn Racing              | Tracy Krohn Niclas Jönsson Ben Collins                | Ferrari 458 Italia GT2           | M    | 324   | +55 Kör         |
| 30       | LMGTE Am              | 57 | Krohn Racing              | Tracy Krohn Niclas Jönsson Ben Collins                | Ferrari 4.5 L V8                 | M    | 324   | +55 Kör         |
| 31       | LMGTE Am              | 76 | IMSA Performance Matmut   | Raymond Narac Nicolas Armindo David Hallyday          | Porsche 997 GT3-RSR              | M    | 323   | +56 Kör         |
| 31       | LMGTE Am              | 76 | IMSA Performance Matmut   | Raymond Narac Nicolas Armindo David Hallyday          | Porsche 4.0 L Flat-6             | M    | 323   | +56 Kör         |
| 32       | LMGTE Am              | 53 | Ram Racing                | Johnny Mowlem Archie Hamilton Mark Patterson          | Ferrari 458 Italia GT2           | M    | 319   | +60 Kör         |
| 32       | LMGTE Am              | 53 | Ram Racing                | Johnny Mowlem Archie Hamilton Mark Patterson          | Ferrari 4.5 L V8                 | M    | 319   | +60 Kör         |
| 33       | LMGTE Pro             | 79 | Prospeed Competition      | Jeroen Bleekemolen Cooper MacNeil                     | Porsche 997 GT3-RSR              | M    | 319   | +60 Kör         |
| 33       | LMGTE Pro             | 79 | Prospeed Competition      | Jeroen Bleekemolen Cooper MacNeil                     | Porsche 4.0 L Flat-6             | M    | 319   | +60 Kör         |
| 34       | LMGTE Am              | 67 | IMSA Performance Matmut   | Erik Maris Jean-Marc Merlin Éric Hélary               | Porsche 997 GT3-RSR              | M    | 317   | +62 Kör         |
| 34       | LMGTE Am              | 67 | IMSA Performance Matmut   | Erik Maris Jean-Marc Merlin Éric Hélary               | Porsche 4.0 L Flat-6             | M    | 317   | +62 Kör         |
| 35       | LMGTE Pro             | 97 | Aston Martin Racing       | Darren Turner Stefan Mücke Bruno Senna                | Aston Martin V8 Vantage GTE      | M    | 310   | +69 Kör         |
| 35       | LMGTE Pro             | 97 | Aston Martin Racing       | Darren Turner Stefan Mücke Bruno Senna                | Aston Martin 4.5 L V8            | M    | 310   | +69 Kör         |
| 36       | LMGTE Pro             | 91 | Porsche Team Manthey      | Patrick Pilet Nick Tandy Jörg Bergmeister             | Porsche 911 RSR                  | M    | 309   | +70 Kör         |
| 36       | LMGTE Pro             | 91 | Porsche Team Manthey      | Patrick Pilet Nick Tandy Jörg Bergmeister             | Porsche 4.0 L Flat-6             | M    | 309   | +70 Kör         |
| 37       | LMP2                  | 27 | SMP Racing                | Sergey Zlobin Anton Ladygin Mika Salo                 | Oreca 03R                        | M    | 303   | +76 Kör         |
| 37       | LMP2                  | 27 | SMP Racing                | Sergey Zlobin Anton Ladygin Mika Salo                 | Nissan VK45DE 4.5 L V8           | M    | 303   | +76 Kör         |
| 38       | LMGTE Am              | 62 | AF Corse                  | Yannick Mallégol Jean-Marc Bachelier Howard Blank     | Ferrari 458 Italia GT2           | M    | 295   | +84 Kör         |
| 38       | LMGTE Am              | 62 | AF Corse                  | Yannick Mallégol Jean-Marc Bachelier Howard Blank     | Ferrari 4.5 L V8                 | M    | 295   | +84 Kör         |
| NC       | LMP1-H                | 20 | Porsche Team              | Timo Bernhard Brendon Hartley Mark Webber             | Porsche 919 Hybrid               | M    | 346   | Nem ért célba   |
| NC       | LMP1-H                | 20 | Porsche Team              | Timo Bernhard Brendon Hartley Mark Webber             | Porsche 2.0 L Turbo V4           | M    | 346   | Nem ért célba   |
| Ki       | LMP1-H                | 7  | Toyota Racing             | Alexander Wurz Stéphane Sarrazin Nakadzsima Kazuki    | Toyota TS040 Hybrid              | M    | 219   | Elektronika     |
| Ki       | LMP1-H                | 7  | Toyota Racing             | Alexander Wurz Stéphane Sarrazin Nakadzsima Kazuki    | Toyota 3.7 L V8                  | M    | 219   | Elektronika     |
| Ki       | LMGTE Am              | 72 | SMP Racing                | Andrea Bertolini Viktor Shaytar Aleksey Basov         | Ferrari 458 Italia GT2           | M    | 196   | Ütközés         |
| Ki       | LMGTE Am              | 72 | SMP Racing                | Andrea Bertolini Viktor Shaytar Aleksey Basov         | Ferrari 4.5 L V8                 | M    | 196   | Ütközés         |
| Ki       | LMGTE Am              | 75 | Prospeed Competition      | François Perrodo Emmanuel Collard Markus Palttala     | Porsche 997 GT3-RSR              | M    | 194   | Elhagyott kerék |
| Ki       | LMGTE Am              | 75 | Prospeed Competition      | François Perrodo Emmanuel Collard Markus Palttala     | Porsche 4.0 L Flat-6             | M    | 194   | Elhagyott kerék |
| Ki       | LMGTE Pro             | 52 | Ram Racing                | Matt Griffin Álvaro Parente Federico Leo              | Ferrari 458 Italia GT2           | M    | 140   | Mechanika       |
| Ki       | LMGTE Pro             | 52 | Ram Racing                | Matt Griffin Álvaro Parente Federico Leo              | Ferrari 4.5 L V8                 | M    | 140   | Mechanika       |
| Ki       | LMP2                  | 26 | G-Drive Racing            | Roman Rusinov Olivier Pla Julien Canal                | Morgan LMP2                      | D    | 120   | Nem ért célba   |
| Ki       | LMP2                  | 26 | G-Drive Racing            | Roman Rusinov Olivier Pla Julien Canal                | Nissan VK45DE 4.5 L V8           | D    | 120   | Nem ért célba   |
| Ki       | LMGTE Am              | 60 | AF Corse                  | Peter Mann Lorenzo Casè Raffaele Giammaria            | Ferrari 458 Italia GT2           | M    | 115   | Mechanika       |
| Ki       | LMGTE Am              | 60 | AF Corse                  | Peter Mann Lorenzo Casè Raffaele Giammaria            | Ferrari 4.5 L V8                 | M    | 115   | Mechanika       |
| Ki       | LMP2                  | 47 | KCMG                      | Matthew Howson Richard Bradley Alexandre Imperatori   | Oreca 03R                        | M    | 87    | Ütközés         |
| Ki       | LMP2                  | 47 | KCMG                      | Matthew Howson Richard Bradley Alexandre Imperatori   | Nissan VK45DE 4.5 L V8           | M    | 87    | Ütközés         |
| Ki       | LMP1-L                | 13 | Rebellion Racing          | Andrea Belicchi Fabio Leimer Dominik Kraihamer        | Rebellion R-One                  | M    | 73    | Kormány         |
| Ki       | LMP1-L                | 13 | Rebellion Racing          | Andrea Belicchi Fabio Leimer Dominik Kraihamer        | Toyota RV8KLM 3.4 L V8           | M    | 73    | Kormány         |
| Ki       | LMP2                  | 48 | Murphy Prototypes         | Nathanaël Berthon Karun Chandhok Rodolfo González     | Oreca 03R                        | D    | 73    | Motor           |
| Ki       | LMP2                  | 48 | Murphy Prototypes         | Nathanaël Berthon Karun Chandhok Rodolfo González     | Nissan VK45DE 4.5 L V8           | D    | 73    | Motor           |
| Ki       | LMP2                  | 41 | Greaves Motorsport        | Michael Munemann Alessandro Latif James Winslow       | Zytek Z11SN                      | D    | 31    | Ütközés         |
| Ki       | LMP2                  | 41 | Greaves Motorsport        | Michael Munemann Alessandro Latif James Winslow       | Nissan VK45DE 4.5 L V8           | D    | 31    | Ütközés         |
| Ki       | LMGTE Pro             | 71 | AF Corse                  | Davide Rigon Pierre Kaffer Olivier Beretta            | Ferrari 458 Italia GT2           | M    | 28    | Mechanika       |
| Ki       | LMGTE Pro             | 71 | AF Corse                  | Davide Rigon Pierre Kaffer Olivier Beretta            | Ferrari 4.5 L V8                 | M    | 28    | Mechanika       |
| Ki       | LMP1-H                | 3  | Audi Sport Team Joest     | Filipe Albuquerque Marco Bonanomi Oliver Jarvis       | Audi R18 e-tron quattro          | M    | 25    | Ütközés         |
| Ki       | LMP1-H                | 3  | Audi Sport Team Joest     | Filipe Albuquerque Marco Bonanomi Oliver Jarvis       | Audi TDI 4.0 L Turbo V6 (Diesel) | M    | 25    | Ütközés         |
| Ki       | LMGTE Am              | 81 | AF Corse                  | Stephen Wyatt Michele Rugolo Sam Bird                 | Ferrari 458 Italia GT2           | M    | 22    | Ütközés         |
| Ki       | LMGTE Am              | 81 | AF Corse                  | Stephen Wyatt Michele Rugolo Sam Bird                 | Ferrari 4.5 L V8                 | M    | 22    | Ütközés         |
| Ki       | LMP2                  | 37 | SMP Racing                | Kirill Ladygin Maurizio Mediani Nicolas Minassian     | Oreca 03R                        | M    | 9     | Mechanika       |
| Ki       | LMP2                  | 37 | SMP Racing                | Kirill Ladygin Maurizio Mediani Nicolas Minassian     | Nissan VK45DE 4.5 L V8           | M    | 9     | Mechanika       |
| Ki       |                       | 0  | Nissan Motorsports Global | Lucas Ordóñez Wolfgang Reip Satoshi Motoyama          | Nissan ZEOD RC                   | M    | 5     | Váltó           |
| Ki       | Nissan 1.5 L Turbo I3 | 0  | Nissan Motorsports Global | Lucas Ordóñez Wolfgang Reip Satoshi Motoyama          |                                  | M    | 5     | Váltó           |
| WD       | LMGTE Pro             | 99 | Aston Martin Racing       | Darryl O'Young Alex MacDowall Fernando Rees           | Aston Martin V8 Vantage GTE      | M    | –     | Nem indult      |
| WD       | LMGTE Pro             | 99 | Aston Martin Racing       | Darryl O'Young Alex MacDowall Fernando Rees           | Aston Martin 4.5 L V8            | M    | –     | Nem indult      |

Megjegyzések
1. ↑  Loïc Duval a szerdai tesztnapon balesetet szenvedett, ezért a helyét a tesztpilóta Marc Gené vette át, aki a Jota Sport-nál indult volna az LMP2-es mezőnyben.
2. ↑  Bret Curtis a 79-es Prospeed Porsche versenyzője az időmérőn balesetet szenvedett és megsérült, így nem versenyezhetett. Sebastien Crubilé-val helyettesítette volna a csapat, de a versenyigazgatóság nem engedélyezte a cserét. A csapat két versenyzővel állt rajthoz, de a szabályok miatt kategóriát kellett váltani, így nem az LMGTE Amatőr kategóriában indultak, hanem az LMGTE Pro-ban.[5]
3. ↑  James Calado vezette a 71-es AF Corse Ferrari-t, de megsérült a második időmérőn.  A hétvége további részén Pierre Kaffer helyettesítette őt.[6]
4. ↑  A 99-es Aston Martin visszalépett a versenytől a szerdai időmérő után. Az autó összetőrt az edzésen és nem sikerült megjavítani a hétvége további részére.[7]